# Amore senza mezze misure
Amore senza mezze misure (Amor Sem Medida) è un film del 2021 diretto da Ale McHaddo.
La pellicola è il remake del film argentino del 2013 Corazón de León.

## Trama
Ivana, avvocatessa divorziata, si innamora di Ricardo, cardiologo. La loro relazione è messa alla prova dalla bassa statura di lui e la coppia dovrà affrontare i tanti pregiudizi.

## Distribuzione
Il film è stato distribuito sulla piattaforma Netflix a partire dal 18 novembre 2023.